# Servi Sulpici Pretextat
Servi Sulpici Pretextat (en llatí Servius Sulpicius Pretextatus) va ser un magistrat romà que va viure al segle iv aC. Formava part de la gens Sulpícia.
Va ser tribú amb potestat consular quatre vegades els anys 377 aC, 376 aC, 370 aC i 368 aC. Es va casar amb la filla gran de Marc Fabi Ambust. Es diu que la filla petita d'Ambust, que es va casar amb Gai Licini Calv Estoló, va demanar al seu marit d'aconseguir el consolat pels plebeus perquè estava gelosa de la seva germana.